# مطار ياكوبو غون
مطار ياكوبو غون  هو مطار دولي يقع في شمال وسط نيجيريا، ويخدم مدينة جوس، عاصمة ولاية بلاتو. يُعرف أيضًا باسم مطار جوس، ويُعد من البنى التحتية الحيوية في المنطقة، حيث يربط ولاية بلاتو بباقي أنحاء البلاد من خلال رحلات جوية داخلية. سُمّي المطار نسبة إلى ياكوبو غاون، الذي تولّى رئاسة الدولة في نيجيريا بين عامي 1966 و1975.

## الخطوط الجوية والوجهات
| الخطوط الجوية | الوجهات |
| ------------- | ------- |
| طيران أريك    | لاغوس   |
| ماكس إير      | أبوجا   |
| فاليوجيت      | لاغوس   |